# Klosterlav
Klosterlav (Biatoridium monasteriense) är en svampart som beskrevs av J. Lahm ex Körb. 1860. Klosterlav ingår i släktet Biatoridium, divisionen sporsäcksvampar och riket svampar. Arten är reproducerande i Sverige. Inga underarter finns listade i Catalogue of Life.